# Dancaș
Dancaș – wieś w Rumunii, w okręgu Jassy, w gminie Miroslava. W 2011 roku liczyła 185 mieszkańców.